# Discestra infraina
Discestra infraina là một loài bướm đêm trong họ Noctuidae.